# Johannes Schoonhoven
Johannes Schoonhoven (Amsterdam, 24 december 1975), voorheen werkend onder de naam Jan Schoonhoven jr., is een Nederlands beeldend kunstenaar. Hij is de kleinzoon van kunstenaar Jan Schoonhoven.

## Werk
Schoonhoven maakt reliëfs, met fijne lijnstructuren in het blauw en rood. De overheersende kleur in zijn tekeningen is blauw. De reliëfs die hij maakt van karton, papier-maché en optisch glas zijn blauw, rood en/of wit. Schoonhoven is autodidact en woont en werkt in Amstelveen.
In maart 2011 wierp Schoonhoven een van zijn kunstwerken vanaf een schip in zee, verpakt in een plastic doos met een briefje erbij voor de vinder. In april van dat jaar liet hij een ander kunstwerk aan ballonnen opstijgen.
Zijn werk White Wave van papier-maché uit 2013 bracht in 2017 bij Christie's in Parijs ruim 6000 euro op en een gelijkgetiteld werk bij Sotheby's in Londen 7500 pond.

## ZERO+
In februari 2012 richtte Schoonhoven samen met John Breed, Jan ten Have en Rob Scholte de groep ZERO+ op. De naam is een verwijzing naar de Nul-beweging (de Nederlandse tegenhanger van de Zero-beweging) waarvan de grootvader van Schoonhoven deel uitmaakte. ZERO+ deelt een aantal kenmerken met de Nul-beweging, waaronder het gebruik van herhaling, de nadruk op abstractie en het gebruik van materialen uit de directe omgeving. De oprichting van ZERO+ ging samen met een expositie van werken van de vier oprichters in Bergen.

## Exposities
Schoonhoven exposeerde enkele malen in Museum Jan van der Togt. Hij exposeerde ook in België.

## Galerij

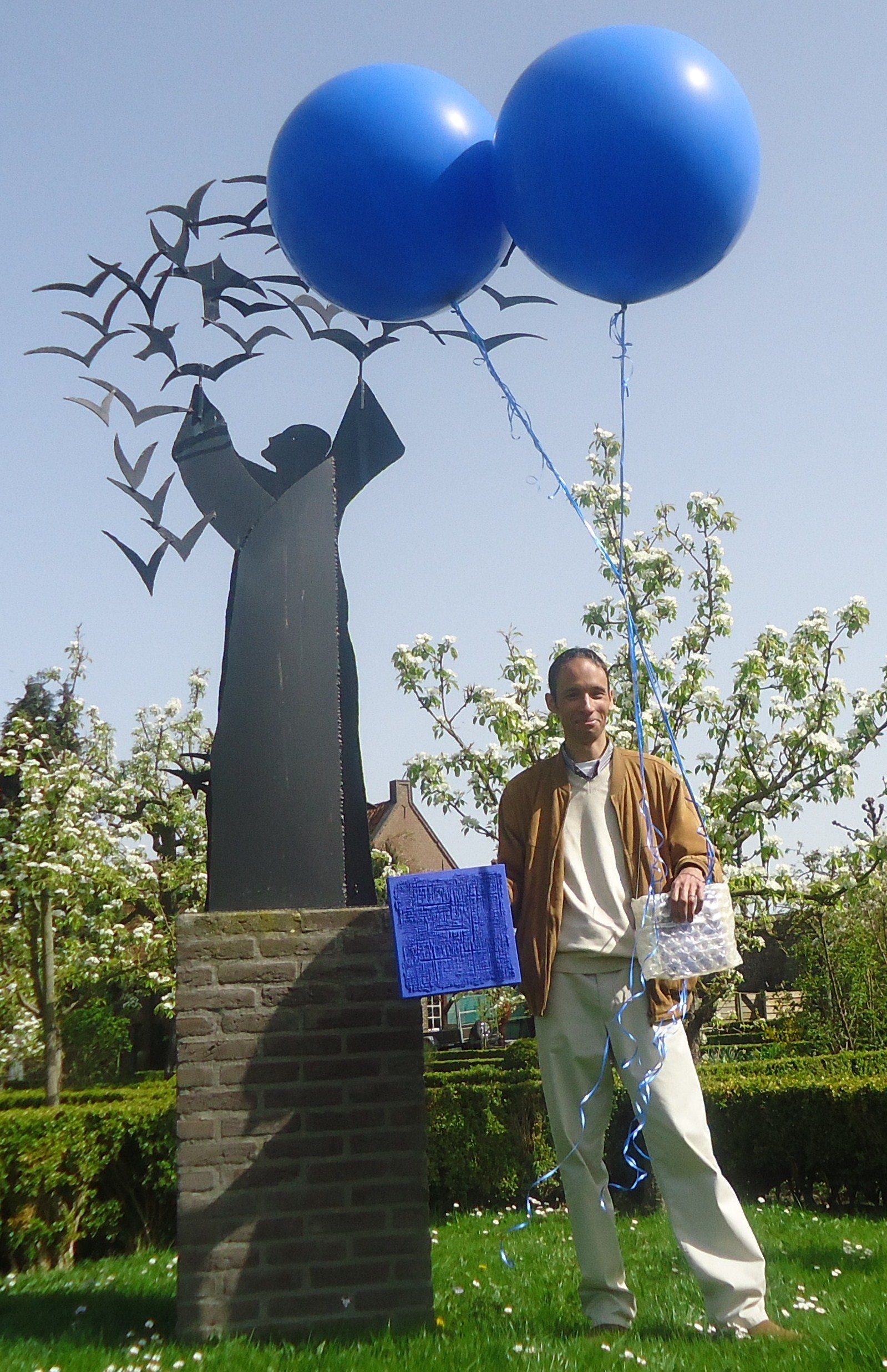
Schoonhoven met zijn "blauw vlak"-kunstwerk, in de kloostertuin van het franciscaner klooster in Megen
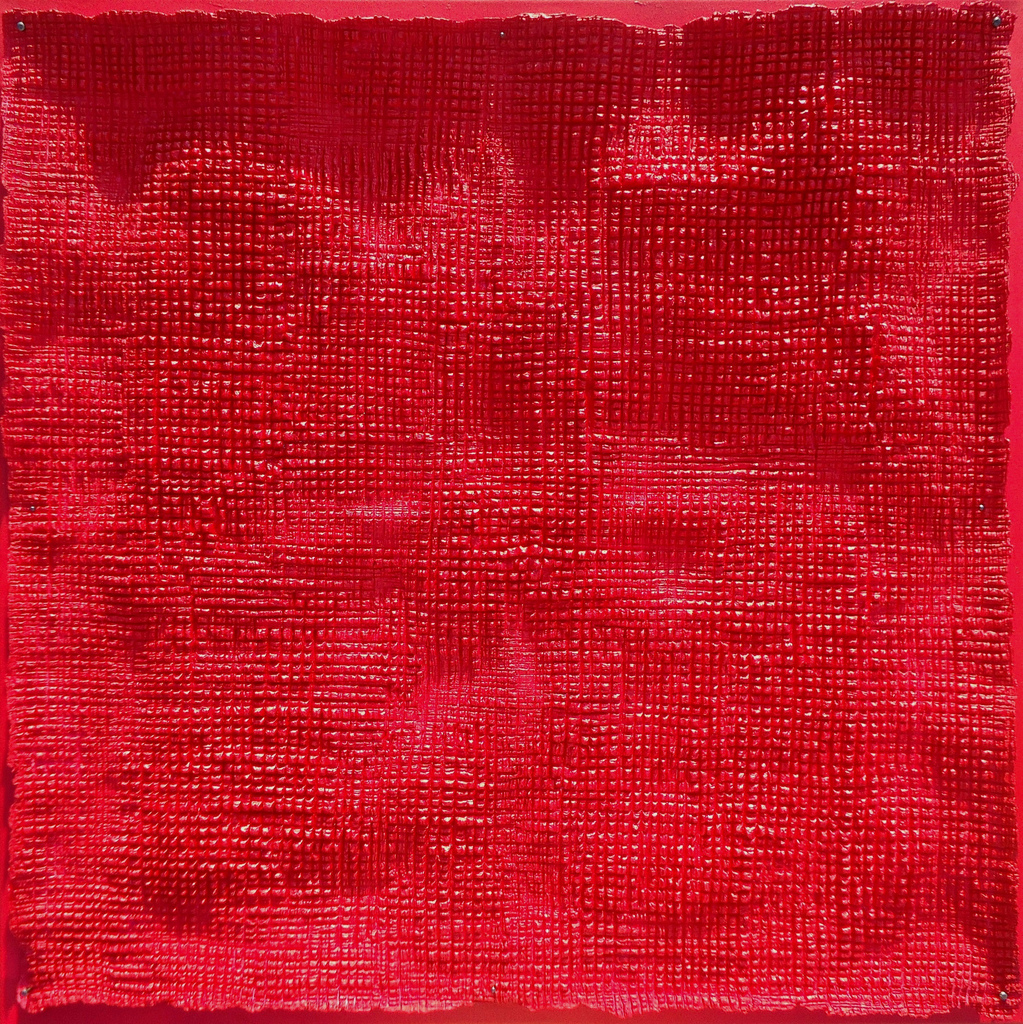
Dieprood vlak (papier-maché, 2012)
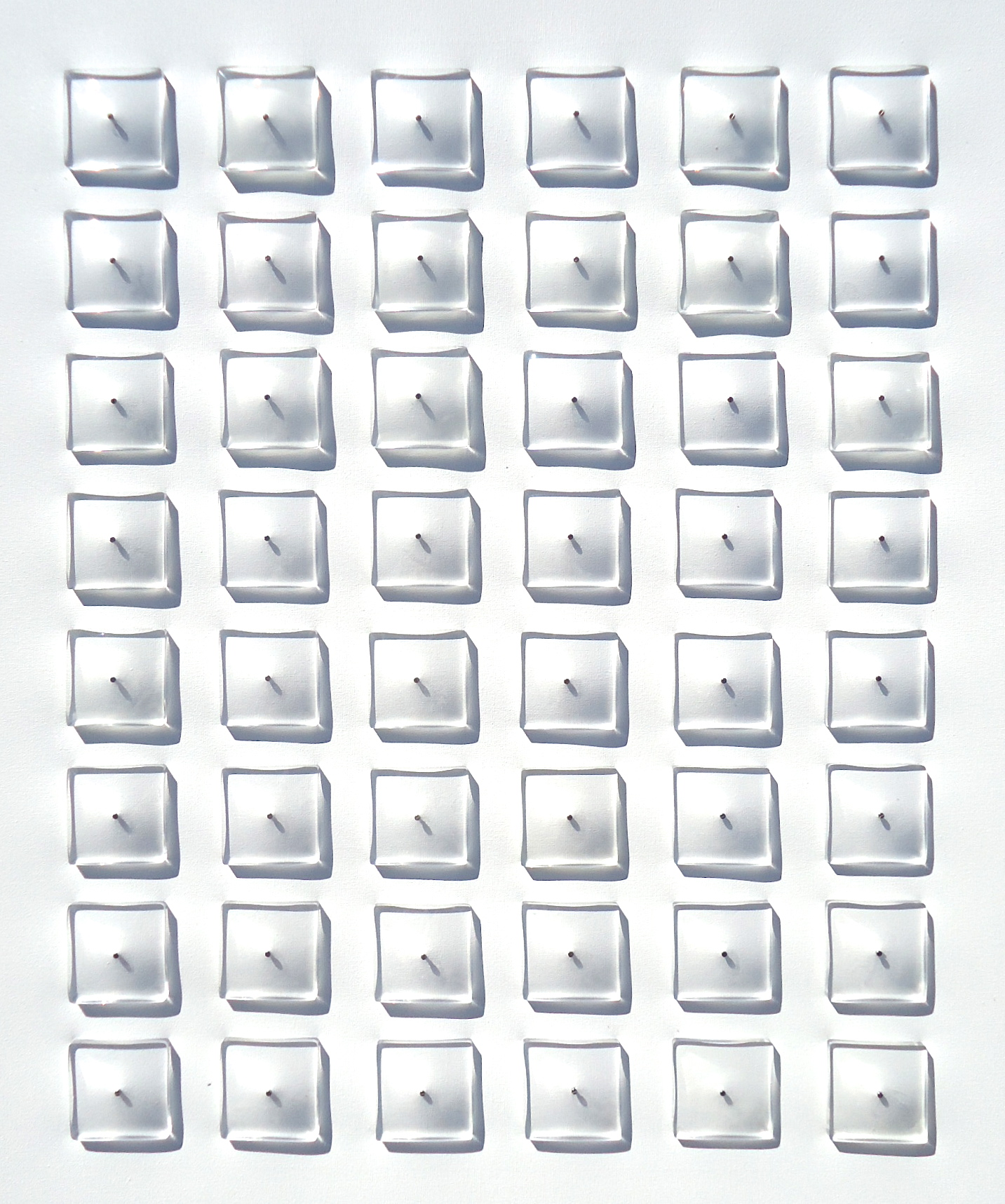
Een glaswerk uit 2012